# Cinnamomum heyneanum
Cinnamomum heyneanum är en lagerväxtart som beskrevs av Christian Gottfried Daniel Nees von Esenbeck. Cinnamomum heyneanum ingår i släktet Cinnamomum och familjen lagerväxter. Inga underarter finns listade i Catalogue of Life.